# ميخائيل كوفالينكو
ميخائيل كوفالينكو (بالروسية: Коваленко, Михаил Вадимович)‏ هو لاعب كرة قدم روسي في مركز الدفاع، ولد في 25 يناير 1995 في سانت بطرسبرغ في روسيا. لعب مع زينيت سانت بطرسبرغ.

## وصلات خارجية
- ميخائيل كوفالينكو على موقع قاعدة بيانات كرة القدم.إي يو (الإنجليزية)
- ميخائيل كوفالينكو على موقع Soccerway.com (الإنجليزية)